# Leo Atzwanger
Leo Atzwanger (Chienes, 25 aprile 1944) è un ex slittinista italiano.

## Biografia
Nato nel 1944 a Chienes, in Alto Adige, a 27 anni ha partecipato ai Giochi olimpici di Sapporo 1972, nel singolo, arrivando 21º con il tempo totale di 3'35"33.
Ai Mondiali, in tre partecipazioni, ha ottenuto come miglior risultato il 5º posto nel singolo in 3'11"09 a Valdaora 1971. Agli Europei si è piazzato 32º e 18º nel singolo a Schönau am Königssee 1967 e Schönau am Königssee 1973.
Ha chiuso la carriera nel 1973, a 29 anni.